# Ringelheim
Salzgitter-Ringelheim ist der sechstgrößte von insgesamt 31 Stadtteilen der kreisfreien Stadt Salzgitter in Niedersachsen. Ringelheim liegt im äußersten Südwesten des Stadtgebietes an der Innerste und zählt zur Ortschaft Süd.
Ringelheim gehörte bis zum 31. März 1942 zum Landkreis Goslar und wurde durch einen Verwaltungsakt am 1. April 1942 ein Teil der Großstadt Watenstedt-Salzgitter. Am 23. Januar 1951 wurde diese amtlich in Salzgitter umbenannt.

## Geschichte
Zeittafel: Ringelheim
Ringelheim entstand in vorfränkischer Zeit an der Kreuzung zweier Heeres- und Handelsstraßen (Braunschweig, Goslar, Hildesheim). Es hatte die Gerichtsbarkeit im Salzgau des heutigen Salzgitteraner Südens. Um 940 gründete Graf Immat aus dem Geschlecht der Immedinger ein königliches Jungfrauenstift. In der Schutzurkunde von König Otto I.  aus dem Jahre 941 wurden die Ländereien des Stiftes genannt. Danach hatte Graf Immad dem Stift seine Besitztümer aus der Umgebung Ringelheims in Wendhausen, Othfresen, Jerstedt, Wallmoden, Nauen, Sehlde, Gustedt, Haverlah und Vöppstedt (auf dem Gebiet des heutigen Salzgitter-Bad) übertragen.
1152 wurde die Abtei in ein Benediktinerkloster für Männer umgewandelt und dem Bistum Hildesheim unterstellt. 1523 beendete der Quedlinburger Rezess die Hildesheimer Stiftsfehde und teilte mit Großteil des ehemaligen Großen Stiftes auch Ringelheim dem Herzogtum Braunschweig zu. In der Folge wurde Ringelheim ab 1568 protestantisch. 1578 brach die Pest aus, so auch im Badehaus in Ringelheim. Im Dreißigjährigen Krieg lag Ringelheim zwischen den Heeren Tillys (Oelber am weißen Wege), Wallensteins (Liebenburg) und Christians IV. von Dänemark (Wolfenbüttel). In der Schlacht bei Lutter am Barenberge unterlag Christian und floh über Ringelheim nach Wolfenbüttel, das er noch in der gleichen Nacht erreichte. Nach der Schlacht bei Thiede 1641 schlossen die Herzöge Frieden mit dem Kaiser und stimmten im Goslarer Akkord der Rückgabe des Großen Stifts und damit auch Ringelheims an das Hochstift Hildesheim zu. Das Kloster wurde den Benediktinern zurückgegeben.

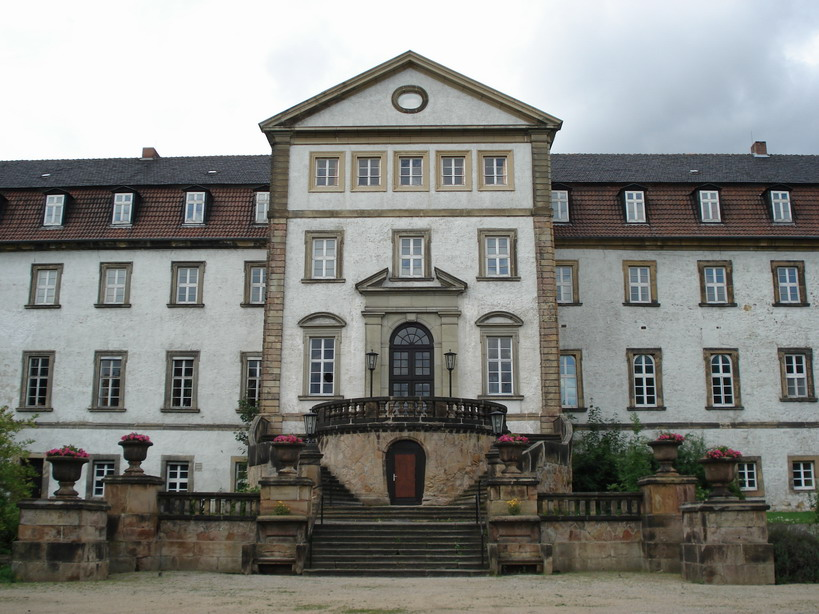
Schloss Ringelheim

Bei einem großen Feuer 1711 wurden fast alle Häuser Ringelheims zerstört. Die meisten Höfe sind erst nach dem Brand errichtet worden; das älteste Wohnhaus, das noch heute steht, stammt von 1703/04.
Im Zuge des Reichsdeputationshauptschlusses 1803 wurde das Kloster säkularisiert und an den preußischen Feldmarschall von der Schulenburg-Kehnert übertragen. Dieser verkaufte es 1817 an von Graf Friedrich von der Decken, der es in ein Schloss umwandelte. 1847 legte sein Sohn Adolf den weitläufigen englischen Schlosspark mit dem verzweigten Seesystem an.
1856 wurde Ringelheim an das Eisenbahnnetz angeschlossen („Braunschweigische Südbahn“ Braunschweig–Wolfenbüttel–Börßum–Salzgitter–Ringelheim (Harz)–Seesen–Kreiensen). 1875 folgte eine zweite Strecke (Hannover–Hildesheim–Derneburg–Ringelheim (Harz)–Goslar) und ein Bahnhofsgebäude, das lt. Salzgitter Zeitung vom 30. Mai 1995 im Jahr 1990 abgerissen wurde.
Mit dem Eisenbahnanschluss bot Ringelheim gute Voraussetzungen für die Ansiedlung mehrerer kleiner Betriebe, wie einer Konservenfabrik (1868), einer Zuckerfabrik (1870/71), einem Elektrizitätswerk (1896) und dem pharmazeutischen Unternehmen Schaper & Brümmer (1923); von diesen existiert heute (2024) nur noch das letztgenannte. Der 1939–1941 geteufte Schacht Johannes wurde 1965 stillgelegt, 1977 wurde der Schacht verfüllt und der Förderturm abgerissen.
Ringelheim gehörte seit 1885 zum Landkreis Goslar. 1942 wurde es zusammen mit weiteren Ortschaften des Landkreises Goslar (Salzgitter, Gitter, Hohenrode und Groß Mahner) in die neu gegründete Stadt Watenstedt-Salzgitter eingemeindet.

### Bevölkerungsentwicklung
| Jahr | Einwohner |
| ---- | --------- |
| 1821 | 684       |
| 1848 | 781       |
| 1871 | 1068      |
| 1925 | 1480      |
| 1933 | 1486      |
| 1939 | 1519      |
| 1946 | 2394      |
| 1950 | 2597      |
| 1960 | 2111      |

| Jahr | Einwohner |
| ---- | --------- |
| 1970 | 1995      |
| 1980 | 1912      |
| 1990 | 1835      |
| 2000 | 2079      |
| 2006 | 1908      |
| 2010 | 1868      |
| 2012 | 1898      |
| 2014 | 1885      |
| 2016 | 1928      |

| Jahr | Einwohner |
| ---- | --------- |
| 2018 | 1964      |
| 2019 | 1995      |
| 2020 | 1994      |
| 2021 | 1999      |
| 2022 | 2028      |
| 2023 | 2053      |
| 2024 | 2075      |

## Politik

### Wappen
Den goldenen feuerspeienden Ringelwurm findet man in Ringelheim über dem Portal des ehemaligen Klosters und auf einem von etwa 1730 stammenden Tisch in der Kirche. Wahrscheinlich wurde der Drache wegen seiner volkstümlichen Bezeichnung Ringelwurm als Wappentier gewählt. Die drei silbernen Wellenbänder im Schildfuß verweisen auf den Fluss Innerste, an dem Ringelheim liegt.
Das Wappen wurde um 1937 eingeführt.

## Religion

### Evangelische Kirche St. Johannes Baptista

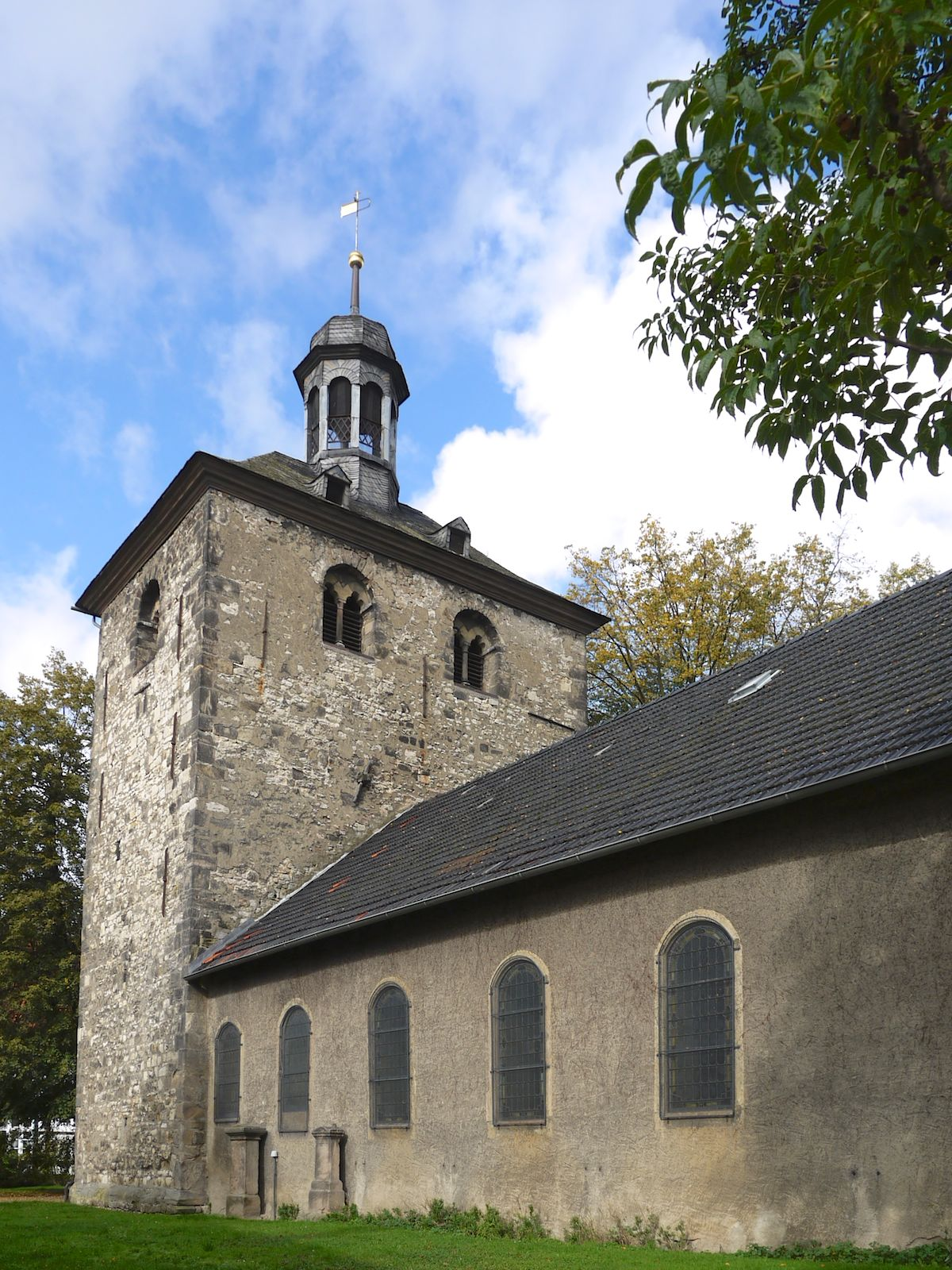
Kirche St. Johannes Baptista

Die Johannes dem Täufer geweihte evangelische Kirche St. Johannes Baptista am Marktplatz wurde als Kirche der Dorfbewohner entgegen der Kirche für die Mönche erbaut. 1050 wird sie erstmals als „Archidiakonatskirche“ erwähnt. Es handelt sich um eine massive Saalkirche, mit einem quaderförmigen wehrhaften Westturm und Chor im Osten. Der ursprüngliche Bau war wahrscheinlich aus Holz; der Turm kam erst um 1200 dazu, der Chor in der Gotik. 1819 wurde eine neue Turmbekrönung in Form einer achtseitig offenen Laterne gebaut, 1868 die kleinen Fenster durch größere ersetzt. An der Nordwand befindet sich das Grabmal des 1621 gestorbenen Pastors Kirchhoff. St. Johannes Baptista besitzt eine romanische Taufschale aus dem Jahr 1487. Die Innenausstattung ist jünger: Bis auf den monolithischen Sandsteinaltar und das Kruzifix von 1300 stammt sie von 1698, die Bemalung der Kirchendecke durch Graf Georg von der Decken von 1883. Möglicherweise war der Künstler, der die Ringelheimer Kirchen ausstattete, derselbe. Die Orgel stammt ebenfalls aus den 1880er Jahren.

## Kultur und Sehenswürdigkeiten

### Gutshof

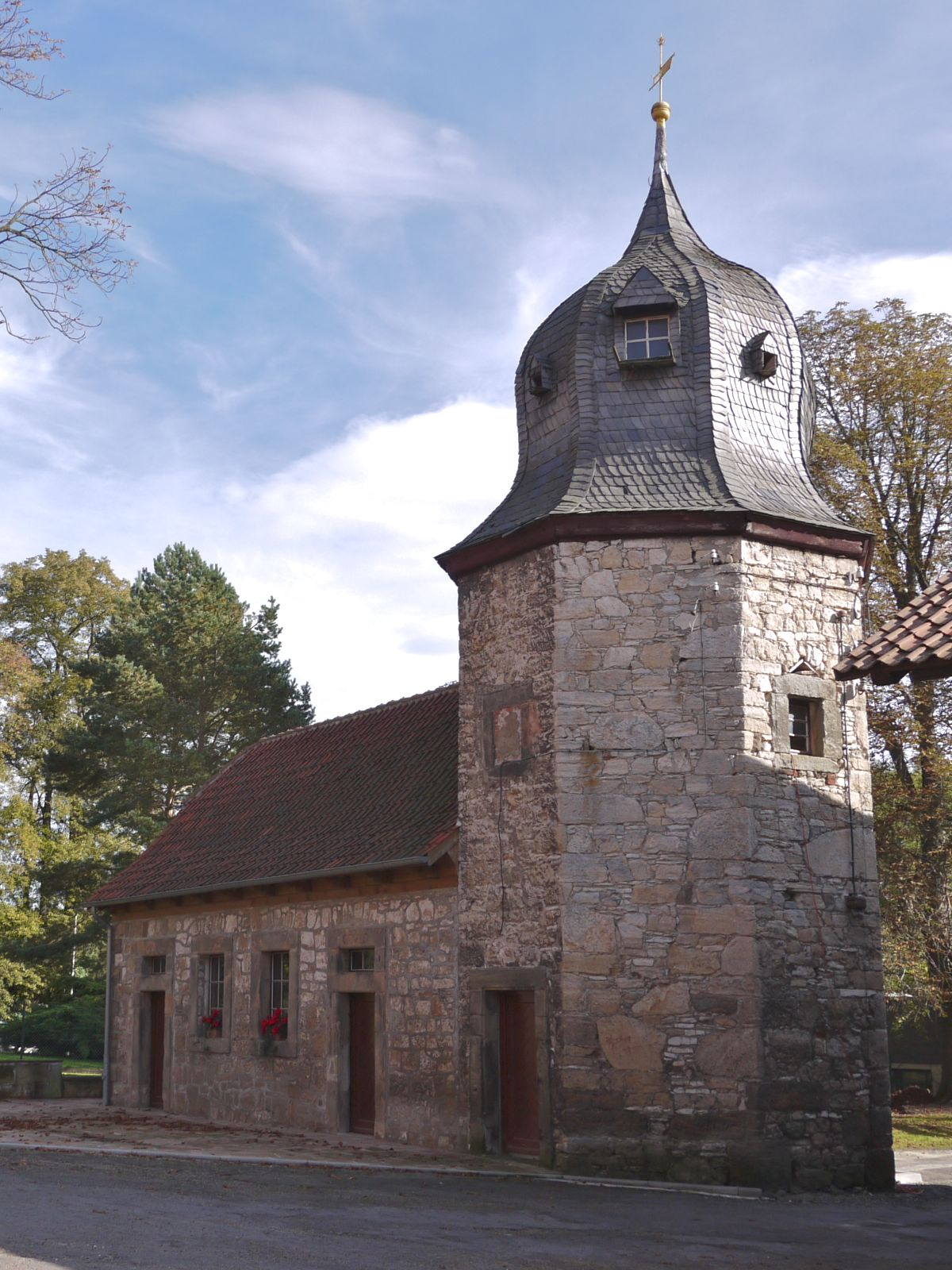
Barocker Taubenturm auf dem Gutshof

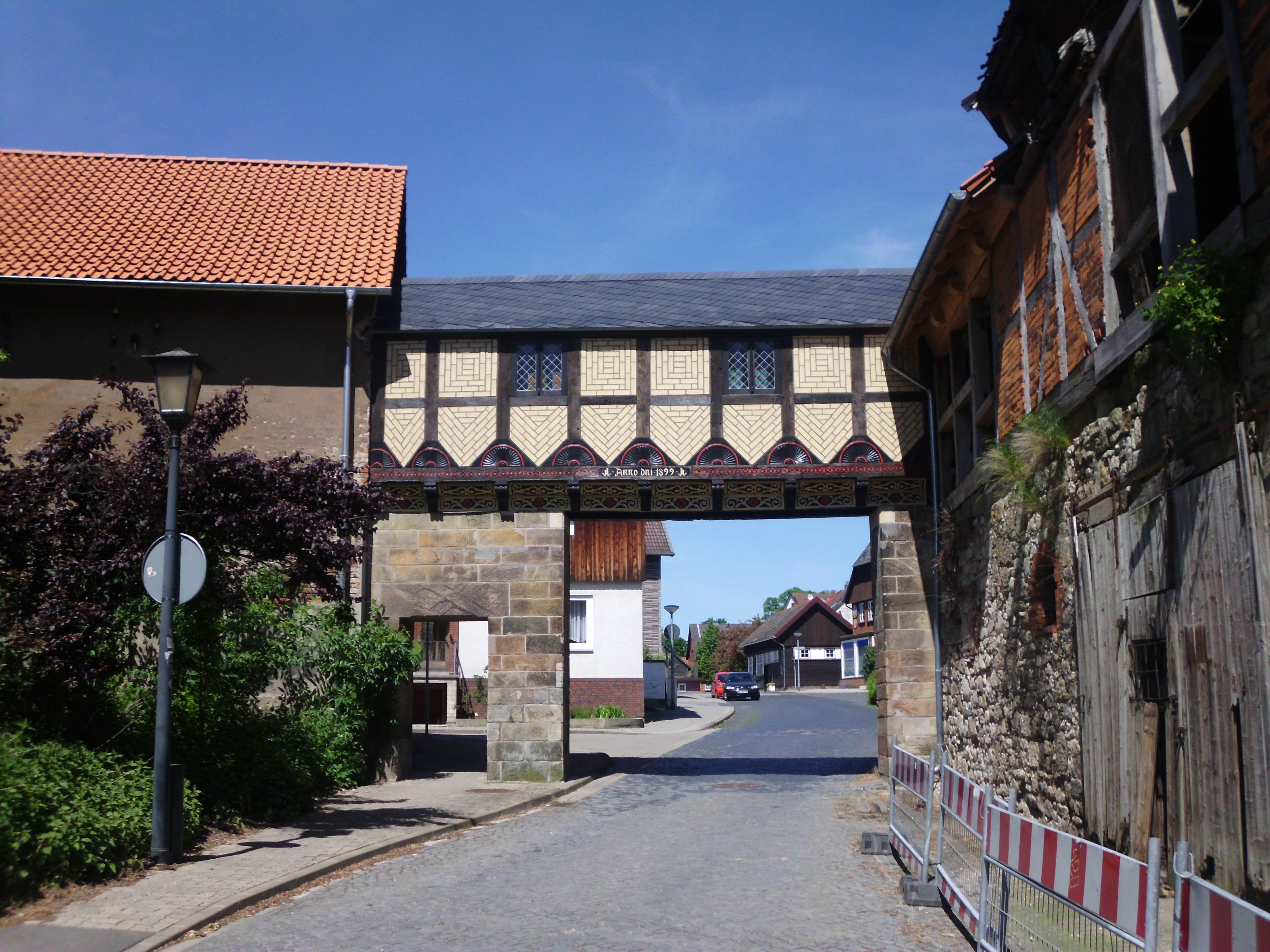
Korngang

Auf dem Gutshof, der sich westlich an das Schloss und die Kirche anschließt und diese mit dem Marktplatz verbindet, waren die Wirtschafts- und Verwaltungsgebäude des Klosters untergebracht. Die meisten Bauten stammen aus dem 17. Jahrhundert, so zum Beispiel das Inspektorenhaus, der Schafstall, der Pferdestall (1607) und die Klostermühle (1699), die von 1898 bis 1930 das Elektrizitätswerk beherbergte. Der 1710 errichtete Taubenturm mit einer achtseitigen Haube wurde 1748 um einen Schulanbau ergänzt. Später diente er als Kurzzeitgefängnis bis zur Überstellung des Häftlings an das Amt Liebenburg. 1740 wurde der Gutshof um einen Kuhstall und 1792 um eine weitere Scheune ergänzt. Heute befindet er sich in Privatbesitz.

### Mausoleum

Das Heiligenhäuschen an der Wallmodener Straße

Als am 22. Mai 1840 der Besitzer des Schlosses Graf Friedrich von der Decken starb, plante sein Sohn Adolf ein Mausoleum nordöstlich der Schlosskirche zu errichten. Ein erstes Mausoleum bot nicht genug Platz für nachfolgende Generationen, weshalb von der Decken eine Erweiterung plante, die aber erst nach seinem Tod 1886 umgesetzt wurde. In dem 10 × 12 m großen Bauwerk wurden bis 1907 mehrere Familienmitglieder beigesetzt. Nach dem Verkauf des Schlosses 1938 und dem Umzug der Grafenfamilie nach Pommern verfiel das Mausoleum, das nach wie vor im Besitz derer von Decken war. Die Ahnen wurden 1976 auf den Friedhof von St. Johannes überführt. 1996 begann der Bürgerverein die Restaurierung der Ruine, die ihm 1998 übereignet wurde.

### Vereinsleben
In Ringelheim gibt es zwölf Vereine, darunter den Sportverein STV Ringelheim. Auch einen traditionellen Schützenverein (Schützengilde Ringelheim e. V. von 1872) gibt es in Ringelheim. Ihm angeschlossen ist der Spielmannszug, der sich aber Spielmannzug nennt und im Jahr 2005 sein 75-jähriges Bestehen feiern konnte. Die Sportstätten befinden sich in der Nähe vom Schlosspark, im so genannten Parkstadion.

### Brauchtum
In Ringelheim wird am Fastnachtsdienstag noch der Heischebrauch des Fuiens durch die Kinder des Ortes gepflegt. Ein wesentlicher Bestandteil des Fuiens ist das gemeinsame Singen. Das klassische Lied auf Ostfälisch lautet:
Fuie, fuie Faslam.

Wat wutte geb'n?

Äppel oder Beern.

Lat mek nicht to lange stahn, ek mott noch ein Hius weier gahn.

Bet nach Bremen. Bremen is 'ne grote Stadt, da gebet alle Luie wat.

## Wirtschaft und Infrastruktur
Salzgitter-Ringelheim besitzt einige Einkaufsmöglichkeiten (Supermarkt, Einzelhandel). Hinzu kommen verschiedene Gaststätten und ein Kiosk, zwei Allgemeinmediziner, ein Zahnarzt und eine Apotheke. Ferner befinden sich in Ringelheim die etwas außerhalb gelegene Fachklinik Erlengrund, ein Rehabilitationszentrum für suchtkranke Männer und Frauen, und das Judith-Heim, eine Wohnstätte für Menschen mit seelischer Behinderung.

### Unternehmen

Logo der Schaper & Brümmer GmbH & Co. KG

Das älteste, heute (2019) noch existierende Unternehmen im Ort ist das auf die Herstellung pflanzlicher Arzneimittel spezialisierte Unternehmen Schaper & Brümmer, Es wurde 1923 von Erich Schaper und Albert Brümmer gegründet und befindet sich in dritter Generation in Familienbesitz. Das Unternehmen erzielte 2013 einen Gesamtumsatz von rund 30 Mio. € und beschäftigte 2024 etwa 140 Mitarbeiter.

### Verkehr

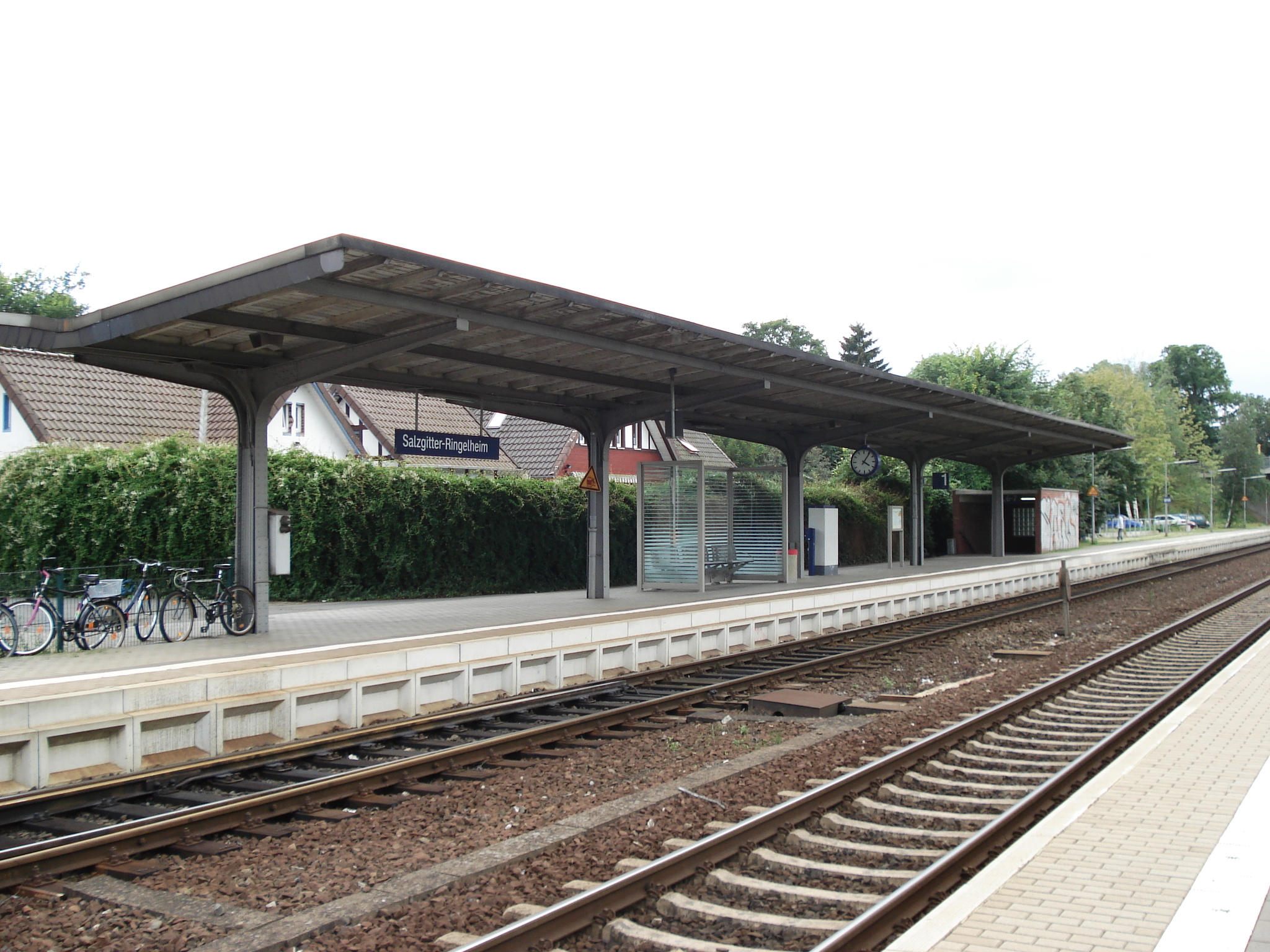
Die Gleise 1 und 2 (Stand 2007)

Der Bahnhof Salzgitter-Ringelheim hat zwar seit 1990 kein Bahnhofsgebäude, ist aber dennoch der wichtigste Bahnhof auf dem Gebiet der Großstadt Salzgitter. Er liegt am Kreuzungspunkt der Strecken Hildesheim–Goslar sowie Börßum–Kreiensen und verfügt so über direkte Regionalverbindungen. Salzgitter-Ringelheim verfügt außerdem über Busanbindungen nach Baddeckenstedt, Salzgitter-Bad und Seesen.